# Hyadesia curassaviensis
Hyadesia curassaviensis is een mijtensoort uit de familie van de Hyadesiidae. De wetenschappelijke naam van de soort is voor het eerst geldig gepubliceerd in 1936 door Viets.